# Episodi di About a Boy (seconda stagione)
La seconda stagione della serie televisiva About a Boy è stata trasmessa in prima visione negli Stati Uniti d'America sul canale NBC dal 14 ottobre 2014 al 17 febbraio 2015; i restanti episodi sono stati distribuiti on-demand il 20 luglio 2015.
| n° | Titolo originale           | Titolo Italiano | Prima TV USA     | Prima TV Italia |
| -- | -------------------------- | --------------- | ---------------- | --------------- |
| 1  | About a Vasectomy          |                 | 14 ottobre 2014  |                 |
| 2  | About a House for Sale     |                 | 21 ottobre 2014  |                 |
| 3  | About a Will-O-Ween        |                 | 28 ottobre 2014  |                 |
| 4  | About a Bad Girl           |                 | 4 novembre 2014  |                 |
| 5  | About an Angry Ex          |                 | 18 novembre 2014 |                 |
| 6  | About a Balcony            |                 | 25 novembre 2014 |                 |
| 7  | About a Duck               |                 | 2 dicembre 2014  |                 |
| 8  | About a Christmas Carol    |                 | 9 dicembre 2014  |                 |
| 9  | About a Manniversary       |                 | 6 gennaio 2015   |                 |
| 10 | About a Boy Becoming a Man |                 | 13 gennaio 2015  |                 |
| 11 | About a Hook               |                 | 27 gennaio 2015  |                 |
| 12 | About a Prostitute         |                 | 3 febbraio 2015  |                 |
| 13 | About a Cat Party          |                 | 10 febbraio 2015 |                 |
| 14 | About a Boyfriend          |                 | 17 febbraio 2015 |                 |
| 15 | About a Trunk              |                 | 20 luglio 2015   |                 |
| 16 | About a Memory Hole        |                 | 20 luglio 2015   |                 |
| 17 | About a Babymoon           |                 | 20 luglio 2015   |                 |
| 18 | About Another Boy          |                 | 20 luglio 2015   |                 |
| 19 | About a Self Defense       |                 | 20 luglio 2015   |                 |
| 20 | About a Love in the Air    |                 | 20 luglio 2015   |                 |